# リラクゼーションドリンク

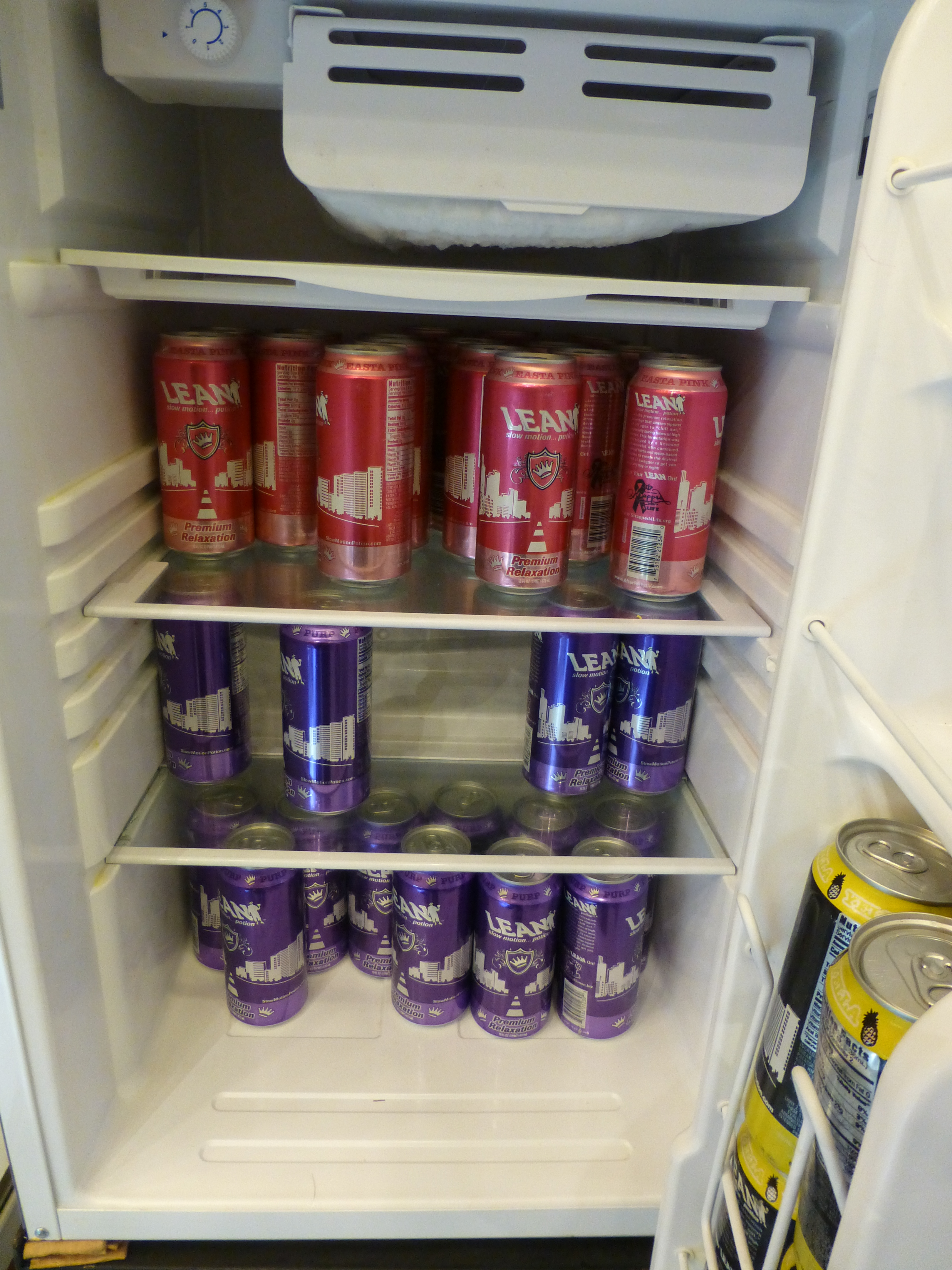
冷蔵庫いっぱいのリラクゼーションドリンク

リラクゼーションドリンク（英: Relaxation drink）は、清涼飲料水（ノンアルコール飲料）の一種である。主にGABA（γ-アミノ酪酸）やテアニン、グリシンなどを含んだ（微）炭酸飲料であることが多く、リラックスすることを目的に掲げている。ノンカフェインやノンアルコールであることが強調される。2023年8月8日には「リラクゼーションドリンクを模した形に仕上げ、ゆったりとしたイメージを訴求しています。」としてリラクゼーションドリンク味のガムが発売されている。機能性飲料としてエナジードリンクが比較対象となり、逆エナジードリンクという呼称も見られる。コンビニなどの商品棚ではエナジードリンクと同じ扱いが多い。

## 主な商品 （日本国内）
CHILL OUT（チルアウト）
Endianより販売。ヘンプシードエキス、ホップエキス、GABA、テアニンが配合されている。「チルする?」と発言することのある公式キャラクターの名前は「チルくん」である。
- チルアウト - 250ミリリットル[1]
- チルアウトゼログラビティ[11] - 250ミリリットル
- チルアウトスリープショット - 100ミリリットル

Chilling-チリン-
サントリーより販売。黒い猫のキャラクターの名前は「癒やし猫チリン」である。オリーブ果実抽出物、GABA、テアニンが配合されている。全ての味で内容量は250ミリリットルである。
- ピーチ&ベリー味
- 白ぶどう&ライチ味
- レモン＆グレフル味

moment
ティグリス・ジャパンより販売。レモンバームやボダイジュの花などのアダプトゲンを配合したニューヨーク発のリラクゼーションドリンクで日本では8月25日に発売された。全てのフレーバーで内容量は250ミリリットルである。
- ホワイトリリー&キウイ
- キンモクセイ&洋ナシ
- サンダルウッド&ブルーベリー

matsukiyo EXSTRONGリラクゼーションドリンク ZZZZZ...
マツキヨココカラ&カンパニーより、2023年5月11日から発売。※ぐっすりドリンク、エナジードリンクとしても販売されている。
kiyasume
池光エンタープライズより販売。ゆずのフレーバーで、ナマケモノをパッケージに、気が休まればそれでいいをコンセプトにしている。
OFF COLA PM9:00
CityCampより発売。「なんもしないをしませんか」をコンセプトにしている。
BECHILL
C-positionより発売。